# Harajuku Lovers Tour
Harajuku Lovers Tour — первый сольный концертный тур американской певицы Гвен Стефани в поддержку её дебютного студийного альбома Love. Angel. Music. Baby. (2004).
Harajuku Lovers Tour состоял только из одной части, охватывающей трёхмесячный ряд концертов, которые певица дала на всей территории Соединённых Штатов и Канады. Во время тура Стефани сопровождали хип-хоп группа The Black Eyed Peas, рэперша M.I.A. и певица Сиара, которые выступали у неё на разогреве. Тур произвёл различное впечатление у современных критиков, которые хвалили вокал Стефани, но критиковали другие аспекты шоу, такие как его музыкальный материал. Согласно журналу Billboard, тур собрал $22 млн за 37 концертов (на 20 концертов из них билеты были полностью распроданы). Видеоальбом под названием Harajuku Lovers Live был выпущен в формате DVD в сочетании с её вторым студийным альбомом The Sweet Escape (2006).

## Разогрев
- The Black Eyed Peas (16 октября - 14 ноября)[2][3]
- M.I.A. (16 ноября - 1 декабря)[3][4]
- Сиара (3 декабря - 21 декабря)[3][5]

## Сет-лист
| Оригинальный сет-лист |
| --- |
| 1. «Harajuku Girls» 2. «What You Waiting For?» 3. «The Real Thing» 4. «Crash» 5. «Luxurious» 6. «Rich Girl» 7. «Danger Zone» 8. «Long Way to Go» 9. «Wind It Up» 10. «Orange County Girl» 11. «Cool» 12. «Hollaback Girl» 13. «Serious» 14. «Bubble Pop Electric» |

| Обновлённый сет-лист |
| --- |
| 1. «Harajuku Girl» 2. «What You Waiting For?» 3. «The Real Thing» 4. «Crash» 5. «Luxurious» 6. «Rich Girl» 7. «Danger Zone» 8. «Long Way to Go» 9. «Wind It Up» 10. «Orange County Girl» 11. «Cool» 12. «Serious» 13. «Bubble Pop Electric» 14. «Hollaback Girl» |

## Даты концертов
| Дата             | Город            | Страна           | Арена                           |
| Северная Америка | Северная Америка | Северная Америка | Северная Америка                |
| ---------------- | ---------------- | ---------------- | ------------------------------- |
| 16 октября 2005  | Финикс           | США              | America West Arena              |
| 18 октября 2005  | Сан-Хосе         | США              | HP Pavilion at San Jose         |
| 20 октября 2005  | Сан-Диего        | США              | Cox Arena at Aztec Bowl         |
| 21 октября 2005  | Лос-Анджелес     | США              | Голливуд-боул                   |
| 23 октября 2005  | Сакраменто       | США              | ARCO Arena                      |
| 25 октября 2005  | Вест-Вэлли-Сити  | США              | E Center                        |
| 26 октября 2005  | Денвер           | США              | Magness Arena                   |
| 28 октября 2005  | Роузмонт         | США              | Allstate Arena                  |
| 29 октября 2005  | Оберн-Хиллс      | США              | The Palace of Auburn Hills      |
| 31 октября 2005  | Бостон           | США              | TD Banknorth Garden             |
| 1 ноября 2005    | Нью-Йорк         | США              | Madison Square Garden           |
| 3 ноября 2005    | Атлантик-Сити    | США              | Borgata Events Center           |
| 5 ноября 2005    | Фэрфакс          | США              | Patriot Center                  |
| 6 ноября 2005    | Филадельфия      | США              | Wachovia Center                 |
| 8 ноября 2005    | Дулут            | США              | Arena at Gwinnett Center        |
| 10 ноября 2005   | Хьюстон          | США              | Toyota Center                   |
| 11 ноября 2005   | Даллас           | США              | Reunion Arena                   |
| 13 ноября 2005   | Милуоки          | США              | Bradley Center                  |
| 14 ноября 2005   | Сент-Пол         | США              | Xcel Energy Center              |
| 16 ноября 2005   | Виннипег         | Канада           | MTS Centre                      |
| 18 ноября 2005   | Эдмонтон         | Канада           | Rexall Place                    |
| 20 ноября 2005   | Ванкувер         | Канада           | General Motors Place            |
| 21 ноября 2005   | Сиэтл            | США              | KeyArena                        |
| 23 ноября 2005   | Портленд         | США              | Memorial Coliseum               |
| 25 ноября 2005   | Фресно           | США              | Save Mart Center                |
| 26 ноября 2005   | Анахайм          | США              | Arrowhead Pond of Anaheim       |
| 28 ноября 2005   | Анахайм          | США              | Arrowhead Pond of Anaheim       |
| 29 ноября 2005   | Бейкерсфилд      | США              | Rabobank Arena                  |
| 1 декабря 2005   | Окленд           | США              | Oakland Arena                   |
| 3 декабря 2005   | Лас-Вегас        | США              | Theatre for the Performing Arts |
| 4 декабря 2005   | Сан-Диего        | США              | Cox Arena at Aztec Bowl         |
| 8 декабря 2005   | Кливленд         | США              | Wolstein Center                 |
| 9 декабря 2005   | Торонто          | Канада           | Air Canada Centre               |
| 11 декабря 2005  | Монреаль         | Канада           | Bell Centre                     |
| 12 декабря 2005  | Анкасвилл        | США              | Mohegan Sun Arena               |
| 14 декабря 2005  | Верона           | США              | Turning Stone Event Center      |
| 15 декабря 2005  | Нью-Йорк         | США              | Madison Square Garden           |
| 17 декабря 2005  | Колумбус         | США              | Value City Arena                |
| 18 декабря 2005  | Нэшвилл          | США              | Gaylord Entertainment Center    |
| 20 декабря 2005  | Орландо          | США              | TD Waterhouse Centre            |
| 21 декабря 2005  | Санрайз          | США              | BankAtlantic Center             |